# 싼사시
싼사시(한국어: 삼사시, 중국어: 三沙市, 병음: Sānshā Shì)는 중화인민공화국 하이난성에 위치한 지급시이다. 남중국해에 위치한 파라셀 제도와 스프래틀리 군도를 관할하는 행정 구역이나 대만·베트남·필리핀과의 영토 분쟁을 겪고 있다.

## 연혁
1959년에 광둥성 하이난 행정구 산하 시사 군도 · 난사 군도 · 중사 군도 사무처(西沙群島 · 南沙群島 · 中沙群島辦事處)가 신설되었으며 1988년에 광둥성에서 분리되어 신설된 하이난성에 이관되었다. 2012년 7월 24일을 기해 싼사시가 신설되었고 2020년 4월 18일에는 시사구, 난사구가 신설되었다.

## 지리
중화인민공화국에서 면적과 인구가 가장 작은 지급 행정 구역이자 중화인민공화국 최남단에 위치한 지급시로서 청사는 우디섬에 위치한다. 열대 몬순 기후를 띠고 있으며 석유, 천연가스를 비롯한 천연 자원이 풍부한 편이다.

## 행정 구역
- 시사구 (西沙區)
- 난사구 (南沙區)

## 같이 보기
- 난하이 제도
- 남중국해의 영토 분쟁